# Malešov
Malešov (en allemand : Maleschau) est un bourg (mestys) du district de Kutná Hora, dans la région de Bohême-Centrale, en République tchèque. Sa population s'élevait à 1 029 habitants en 2020.

## Géographie
Malešov se trouve à 6 km au sud-ouest du centre de Kutná Hora, à 14 km au sud de Kolín, à 43 km à l'ouest-sud-ouest de Pardubice et à 60 km à l'est-sud-est de Prague.
La commune est limitée par Vidice au nord-ouest, par Miskovice au nord, par Kutná Hora et Křesetice à l'est, par Úmonín au sud-est, par Černíny et Chlístovice au sud, et par Nepoměřice et Košice à l'ouest.

## Histoire
La première mention écrite de la localité date de 1303.